# سان پاتریسیو (تگزاس)
سان پاتریسیو، تگزاس (به انگلیسی: San Patricio, Texas) یک شهر در ایالات متحده آمریکا با جمعیت ۳۱۸ نفر است که در تگزاس واقع شده‌است.

## موقعیت جغرافیایی
موقعیت جغرافیایی شهرها و مناطق اطراف به شرح زیر است: